# La Part d'ange en nous
La Part d'ange en nous (The better angels of our nature) est un ouvrage de Steven Pinker publié en anglais en 2011 et traduit en français en 2017.

## Thèse
Dans cet ouvrage, Pinker démontre que la violence a diminué sur plusieurs échelles : tant au niveau de la durée des conflits que leur ampleur. Cela concerne aussi bien les guerres tribales, que les homicides, ou les châtiments cruels, la maltraitance des enfants, la cruauté envers les animaux, les violences domestiques, le lynchage, les émeutes dirigées contre une minorité, ou encore les guerres civiles et entre nations.
Pinker considère qu'il est peu probable que la nature humaine (la nature biologique de l'homme) ait changé. Il pense qu'il est plus probable que la nature humaine inclue les penchants pour la violence, mais également « les bons anges de notre nature », les penchants s'opposant à la violence. Il décrit six « grands facteurs historiques du déclin de la violence » qui ont tous leurs propres causes sociologiques / culturelles / économiques:
1. « Le processus de pacification » - la montée de systèmes de gouvernement organisés est en corrélation avec le déclin des morts violentes. Comme les États s'étendent, ils empêchent les luttes tribales, ce qui réduit les pertes.
2. « Le processus civilisateur » - la consolidation des États et des royaumes centralisés dans toute l'Europe se traduit par l'augmentation de la justice pénale et des infrastructures commerciales. Cette organisation a permis de remplacer le chaos des systèmes précédents qui pouvait conduire à des raids et des violences de masse.
3. « La révolution humanitaire » - Le XVIIIe au XXe siècle abandonne la violence institutionnalisée par l'État (le supplice de la roue, le bûcher). Un changement probablement dû à l'alphabétisation de masse qui a suivi l'invention de l'imprimerie. Un progrès qui aurait permis au prolétariat de questionner la sagesse conventionnelle.
4. « La longue paix » - On imaginait au XXe siècle que cette période serait la plus sanglante de l'histoire. Elle sera au contraire une période largement pacifique : 65 années de paix depuis après la Première et la Seconde Guerre mondiale. Les pays développés ne font plus la guerre (entre eux, et dans les colonies), ils adoptent la démocratie, ce qui conduit à un déclin massif (en moyenne) des décès.
5. « La nouvelle paix » - la baisse des conflits organisée de toutes sortes depuis la fin de la guerre froide.
6. « Les révolutions des droits » - La réduction de la violence systémique à plus petite échelle contre les populations les plus vulnérables (les minorités raciales, les femmes, les enfants, les homosexuels, les animaux).

## Réception
Le livre a été salué par de nombreux critiques et commentateurs, qui ont trouvé convaincants ses arguments et sa synthèse d'un grand volume de preuves historiques,,,,. Il a également suscité des critiques sur une variété de motifs. Certains se sont demandé si le nombre d'homicides par habitant était une mesure appropriée, si Pinker ne s'était pas laissé aveugler par son athéisme, s'il ne cherchait pas à remettre en question les guidances morales. On lui reprochera aussi « d'avoir focalisé de manière excessive sur l'histoire Européenne » (bien que le livre couvre d'autres domaines), ou aussi « l'interprétation des données historiques », et encore l'image peu idyllique qu'il donne des peuples autochtones,,,,,,,,.
Une vision moins étriquée du monde, mais surtout de l'Histoire renverse la thèse de Pinker :
« L'anthropologie comparée montre clairement que la sédentarisation des humains puis la civilisation accentuent la fréquence des guerres, leur degré d'organisation et leur violence, mesurée à l'aune du nombre de morts. Des études quantitatives ont révélé que la moitié des actes de guerre des peuples primitifs étaient accomplis de manière relativement sporadique, inorganisée et ritualisée, et peu sanglante, […] alors que toutes les civilisations dont l'histoire nous a été transmise par écrit se sont livrées, de manière routinière, à des guerres très organisées et sanglantes. »